# 20581 Prendergast
A 20581 Prendergast (ideiglenes jelöléssel 1999 RQ152) a Naprendszer kisbolygóövében található aszteroida. A LINEAR projekt keretében fedezték fel 1999. szeptember 9-én.